# Guillermo García Costa
Guillermo García Costa (Montevideo, 10 de junio de 1930-Ibídem, 11 de octubre de 2014) fue un abogado y político uruguayo, perteneciente al Partido Nacional.

## Carrera
Graduado como abogado en la Universidad de la República, militó desde su juventud en filas nacionalistas. En 1963, al comenzar el mandato del segundo colegiado blanco, fue designado Subsecretario del Ministerio de Ganadería y Agricultura, siendo el ministro Wilson Ferreira Aldunate. Desempeñó ese cargo durante los cuatro años del período de gobierno. En las elecciones de 1966 fue elegido diputado por Durazno. Tres años después, participó en la fundación del Movimiento Por la Patria, dirigido por Ferreira Aldunate. En las elecciones de 1971 fue elegido diputado por el departamento de Montevideo, banca que ocupó hasta el Golpe de Estado del 27 de junio de 1973.
Tras las elecciones internas de los partidos políticos de 1982, presidió la Convención del Partido Nacional que se instaló seguidamente. En las elecciones que pusieron fin a la dictadura, resultó elegido nuevamente senador. Entre otras actividades parlamentarias, García Costa integró la comisión senatorial encargada de investigar la misteriosa muerte durante la dictadura de Cecilia Fontana de Heber, madre del político Luis Alberto Heber.
Tras la muerte de Ferreira Aldunate, en los comicios de 1989 fue candidato a vicepresidente de la República por su sector, acompañando a Alberto Zumarán. En dichas elecciones triunfaron los blancos, pero con la candidatura de Luis Alberto Lacalle. 
En marzo de 1990 fue designado Ministro de Educación y Cultura por el presidente Luis Alberto Lacalle de Herrera. En 1992 pasó a desempeñarse como Ministro de Salud Pública hasta el final del período presidencial de Lacalle. Ya integrado al Herrerismo, en 1997 ingresó una vez más al Senado, tras la renuncia a su banca de Ignacio de Posadas; en 1999 obtuvo la reelección para un nuevo período, abandonando finalmente el Parlamento en 2005 (si bien realizó suplencias al titular Luis Alberto Lacalle en el periodo 2010-2015).
Integró varias veces el Honorable Directorio del Partido Nacional. Durante once períodos fue presidente de la Honorable Convención del Partido, órgano principal de dicha colectividad.

## Familia
Casado con Elena Henry Vidal, tenía dos hijos, Guillermo y Leandro. El matrimonio participaba en el Movimiento Familiar Cristiano del Uruguay.